# Landesjugendpfarramt der Evangelisch-lutherischen Landeskirche Hannovers

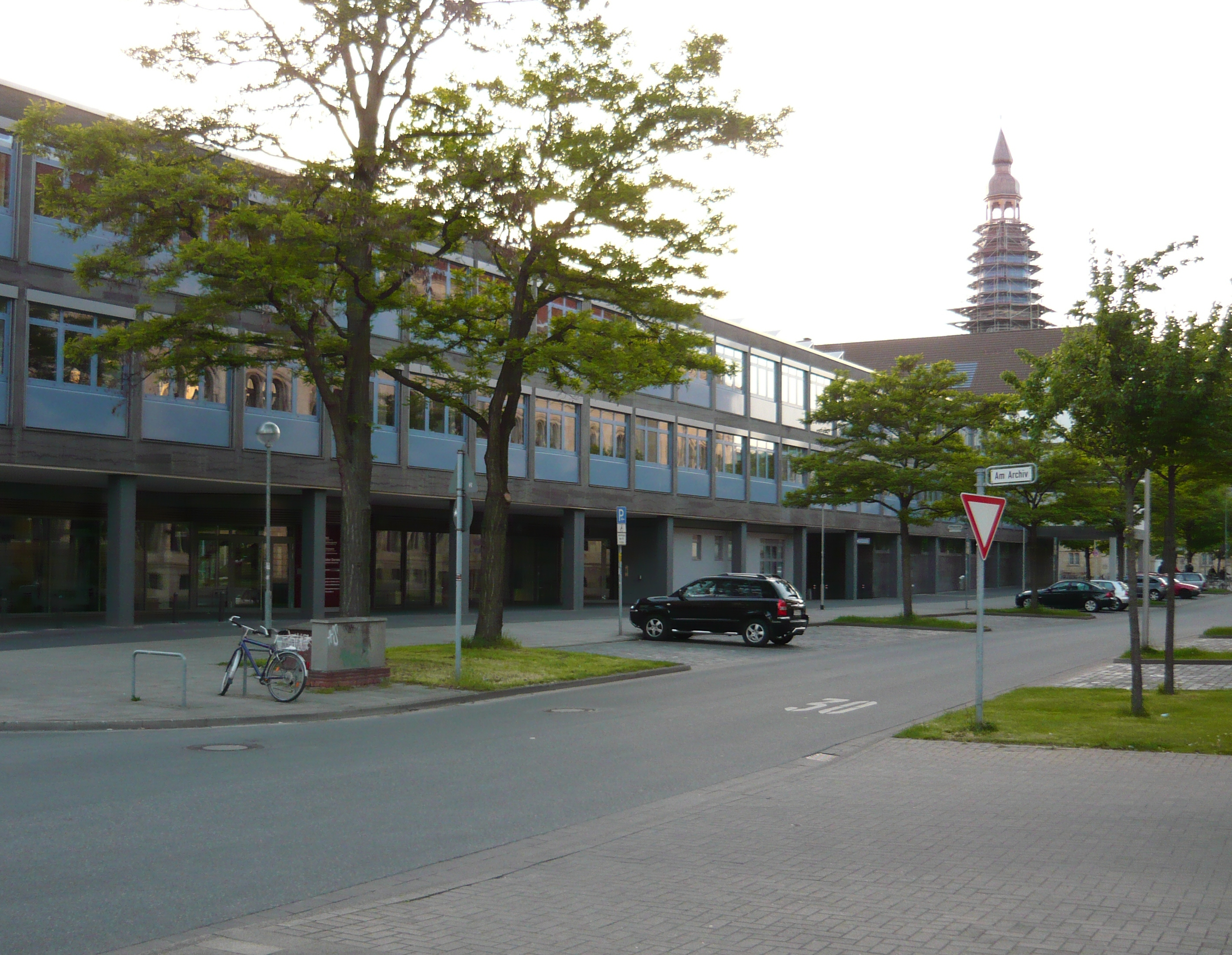
Haus kirchlicher Dienste der Evangelisch-lutherischen Landeskirche Hannovers, Sitz und Dach des Landesjugendpfarramtes

Das Landesjugendpfarramt im Haus kirchlicher Dienste der  Evangelisch-lutherischen Landeskirche Hannovers ist eine kirchliche Einrichtung in Hannover. Das Landesjugendpfarramt ist für die gesamte Arbeit mit Kindern, Schülern und Jugendlichen in der Evangelisch-lutherischen Landeskirche Hannovers zuständig. Es ist Sitz der Verbandszentrale und Geschäftsstelle der Evangelischen Jugend der Landeskirche. Das Landesjugendpfarramt ist ein Arbeitsbereich im Haus kirchlicher Dienste der Landeskirche Hannovers und bildet seit 2009 den Fachbereich 4 des Hauses. Das Landesjugendpfarramt gliedert sich in 6 Bereiche: Arbeit mit Kindern, Jugendarbeit, Schülerinnen – und Schülerarbeit, Jugendverbandsarbeit, Jugendhöfe und Fördermittel.

## Geschichte
Im Juli 1933 gründeten verschiedene Jugendverbände das vv. Jugendwerk mit Sitz in Kassel unter Leitung des CVJM-Reichsjugendwartes Stange. Die Gründung war an die Bedingung geknüpft, dass ihre Verbands- und Vereinsarbeit von dem Einfluss der Hitlerjugend unberührt blieben. Auf diese Bedingung ging Reichsjugendführer Schirach nicht ein, stattdessen sollten alle Angehörigen evangelischer Jugendverbände Mitglieder der HJ werden. Die Eingliederung war für den 4. März 1934 vorgesehen. 1937 wurde der Evangelische Landesjugenddienst (damalige Bezeichnung) in das Amt für Gemeindedienst (AfG) (heute: Haus kirchlicher Dienste) der ev.-luth. Landeskirche Hannovers eingegliedert. Von 1941 bis 1945 war das Landesjugendpfarramt der Bereich Jugendarbeit im Amt für Gemeindedienst (AfG). Bis 1972 bildete das Landesjugendpfarramt einen eigenen Bereich im AfG. Von 1972 bis 1977 die Arbeitseinheit Jugendarbeit im AfG. 1977 bis 1985 war das Landesjugendpfarramt der Arbeitsbereich Landeskirchliche Jugendarbeit im Amt für Gemeindedienst und bildete danach unter dem Namen Landesjugendpfarramt einen eigenen Bereich. Von 2002 bis 2009 war das Landesjugendpfarramt Fachabteilung im Arbeitsbereich Gemeinde unterstützende Dienste im Amt für Gemeindedienst/Haus kirchlicher Dienste. Seit 2009 bildet es den Fachbereich 4 Kinder und Jugendliche im HkD.

## Aufgaben
Das Landesjugendpfarramt ist die Fachstelle für die Arbeit mit Kindern, Jugendlichen und Schülern in der Landeskirche Hannover. Es ist zuständig für die Jugendverbandsarbeit (CVJM, EC – Niedersächsischer Jugendverband „Entschieden für Christus“ e. V., Verband Christlicher Pfadfinderinnen und Pfadfinder), richtet das Landesjugendcamp aus und hat die Geschäftsführung der Landesjugendkammer. Das Jugendpfarramt fördert, unterstützt und koordiniert die Arbeit mit Kindern und Jugendlichen auf allen Ebenen der Landeskirche und ist in allen Sprengeln der Landeskirche (in den Sprengelbüros des HkDs) präsent. Es ist zuständig für die Sicherstellung der finanziellen Rahmenbedingungen, unterstützt die Jugendpolitische Arbeit, entwickelt Qualitätsstandards, erstellt Expertisen und fördert die Geschlechtergerechtigkeit. Im verantwortungsbereich des Landesjugendpfarramtes liegen die Jugendhöfe der Evangelischen Jugend in Sachsenhain und auf Spiekeroog. Das Landesjugendpfarramt ist zuständig für die Fort- und Weiterbildung der beruflichen Mitarbeiter in der Arbeit mit Kindern und Jugendlichen und lädt zu Fachkonferenzen ein. Es stellt Schriften und Materialien zur Verfügung. Das Landesjugendpfarramt vertritt die Belange der Evangelischen Jugend der Landeskirche auf Bundes- und Landesebene, z. B. in der Arbeitsgemeinschaft der Evangelischen Jugend (aej), in der Arbeitsgemeinschaft Evangelische Jugend Niedersachsen (aejn) und dem Landesjugendring (ljr). Die Hauptstelle des Landesjugendpfarramtes hat seinen Sitz im Hauptdienstgebäude des Hauses kirchlicher Dienste in Hannover.

## Leitung
Geleitet wird der Fachbereich vom Landesjugendpastor der ev.-luth. Landeskirche Hannovers, der Mitglied im Leitungsausschuss des Hauses kirchlicher Dienste ist.

## Persönlichkeiten
- Horst Hirschler, Schülerpastor im Landesjugendpfarramt 1962–1965
- Arend de Vries, Landesjugendpastor und (geschäftsführender) Leiter des Landesjugendpfarramtes 1993–2000[6]